# 제48회 베를린 국제 영화제
제48회 베를린 국제 영화제는 1998년 2월 11일에 열린 시상식이다.

## 수상 및 후보

### 황금곰상
- 중앙역 - 월터 살레스 수상

### 은곰상:심사위원상
- 시네마 알카자르 - 플로렌스 호제 수상

### 은곰상:감독상
- 푸줏간 소년 - 닐 조던 수상

### 은곰상:여자연기자상
- 중앙역 - 페르난다 몬테네그로 수상

### 은곰상:남자연기자상
- 재키 브라운 - 사무엘 L. 잭슨 수상

### 은곰상:예술공헌상
- 우리들은 그 노래를 알고 있다 - 알랭 레네 수상

### 황금곰상:단편영화상
- 아이 무브, 소 아이 엠 - 게릿 반 데이크 수상

### 황금곰상:명예황금곰상
- Catherine Deneuve 수상

### 은곰상:알프레드 바우어상
- 쾌락과 타락 - 관금붕 수상

### 은곰상:공헌상
- 굿 윌 헌팅 - 맷 데이먼 수상

### 베를린카메라상
- Carmelo Romero 수상
- Curt Siodmak 수상

### 블루 엔젤상
- 레프트 러기즈 - 예로엔 크라베 수상